# فابيو بالداتو
فابيو بالداتو (بالإيطالية: Fabio Baldato)‏ مواليد 13 يونيو 1968 في إيطاليا، هو دراج إيطالي سابق في صنف سباق الدراجات على الطريق. سبق أن شارك في دورة الألعاب الأولمبية الصيفية.

## سجل النتائج

### سباقات أو مراحل فاز بها
- طواف فرنسا
- طواف إسبانيا
- طواف إيطاليا

## روابط خارجية
- فابيو بالداتو على موقع الاتحاد الدولي للدراجات (الإنجليزية)
- فابيو بالداتو على موقع أرشيف الدراجات (الإنجليزية)
- فابيو بالداتو على موقع إحصائيات الدراجات الإحترافية (الإنجليزية)
- فابيو بالداتو على موقع CycleBase (الإنجليزية)
- فابيو بالداتو على موقع أوليمبيديا (الإنجليزية)